# Gentil Cardoso
Pour les articles homonymes, voir Cardoso.
Gentil Cardoso, de son nom complet Gentil Alves Cardoso, est un entraîneur de football brésilien né le 5 juillet 1906 à Recife et mort le 8 septembre 1970 à Rio de Janeiro.

## Biographie

### Entraîneur
Gentil Cardoso a une carrière importante d'entraîneur au Brésil : il a dirigé les plus grands clubs du pays.
Lors des séances d'entraînement, il utilise un mégaphone pour parler aux athlètes. 
Gentil Cardoso est sélectionneur du Brésil en 1959.
Il est entraîneur du Sporting Portugal lors de la saison 1963-1964.

## Palmarès
| America FC - Torneio Relâmpago (1) : - Vainqueur : 1945. |  | Fluminense FC - Champion de Rio de Janeiro (1) : - Champion : 1946. |  | SC Corinthians - Coupe de São Paulo (1) : - Vainqueur : 1948. |  | Botafogo FR - Torneio Interestadual (1) : - Vainqueur : 1954. |

| Sport Club do Recife - Championnat du Pernambouc (1) : - Champion : 1955. |  | Santa Cruz FC - Championnat du Pernambouc (1) : - Champion : 1959. |  | Clube Náutico - Championnat du Pernambouc (1) : - Champion : 1960. |